# 卡吕尔和屈尔
卡吕尔和屈尔（法語：Caluire-et-Cuire，法語發音：[kalɥiʁ e kɥiʁ] ⓘ）是法国里昂大都会的一个市镇，属于里昂区。

## 地理
卡吕尔和屈尔（45°47'41"N, 4°50'47"E）面积10.45 平方千米，位于法国奥弗涅-罗讷-阿尔卑斯大区里昂大都会，后者为法国的一个特殊地位集体，自2015年脱离罗讷省成立，位于法国中东部，中心城市为里昂。
与卡吕尔和屈尔接壤的市镇（或旧市镇、城区）包括：索恩河畔方丹、维勒班、里约拉帕普、科隆日欧蒙多尔、里昂。
卡吕尔和屈尔的时区为UTC+01:00、UTC+02:00（夏令时）。

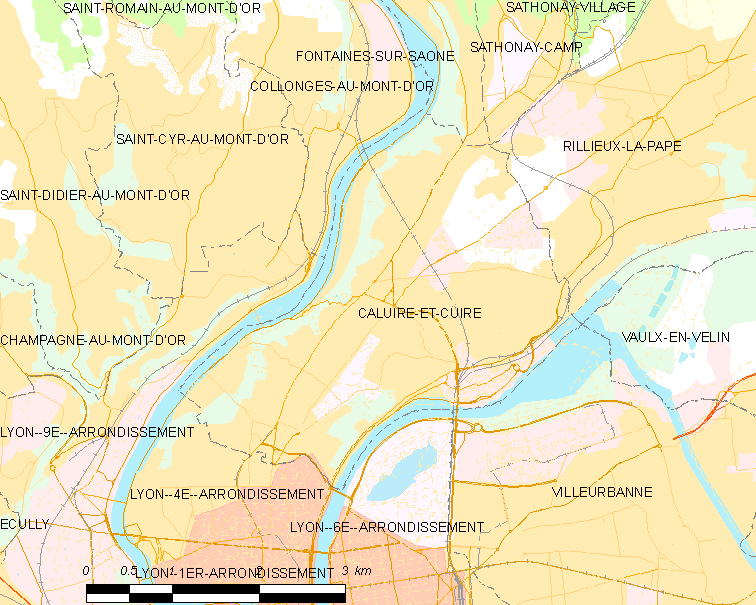
卡吕尔和屈尔的OSM定位图

## 行政
卡吕尔和屈尔的邮政编码为69300，INSEE市镇编码为69034。

## 政治
卡吕尔和屈尔的现任市长为菲利普·科歇（Philippe Cochet）先生，任期为2020-2026年。

## 人口

1962-2008年间卡吕尔和屈尔人口变化图示

卡吕尔和屈尔于2022年1月1日时的人口数量为43479人。